# Reichstag zu Worms (895)
Der Reichstag zu Worms 895 war eine Reichsversammlung in Worms unter König Arnolf.

## Äußerer Rahmen
Der König reiste aus dem nahegelegenen Trebur, wo er an der Synode von Trebur teilgenommen hatte, nach Worms. In Worms fand die Reichsversammlung vermutlich in der Königspfalz statt.

## Themen
Die Reichsversammlung 895 in Worms war eine Wiederholung des gleichen Ereignisses aus dem Vorjahr. König Arnolf hatte seine politischen Ziele auf der Reichsversammlung 894 in Worms nicht erreicht, die Versammlung von 895 offensichtlich besser vorbereitet und konnte nun zwei Hauptanliegen umsetzen:
Diesmal gelang es ihm, seinen außerehelichen Sohn Zwentibold (870/871–900), zum König von Lotharingien und in Oberburgund einzusetzen. Den dagegen 894 noch bestehenden Widerstand des lotharingiensischen Hochadels, an dem er im Vorjahr noch gescheitert war, konnte er zwischenzeitlich beseitigen.
Weiter kam es zu einem dauerhaften Arrangement mit dem Westfränkischen Reich: Arnolf erkannte die Herrschaft von König Odo an und ließ den Gegenkönig, Karl III., fallen. Odo erkannte im Gegenzug den protokollarischen Vorrang von Arnulf an.
Soweit in der Literatur daraus eine Salbung und Krönung Zwentibolds zum König von Lotharingien in Gegenwart des westfränkischen Königs Odo macht, trifft das nicht zu. Die Primärquellen berichten, dass Zwentibold von den Adeligen zum König gewählt und von Arnolf eingesetzt wurde.